# Lois McMaster Bujold
Pour les articles homonymes, voir Bujold.
Œuvres principales
- La Saga Vorkosigan
- Le Cycle de Chalion
- Le Couteau du partage

Lois McMaster Bujold, née le 2 novembre 1949 dans l'Ohio, est une auteure américaine de science-fiction et de fantasy. Elle a été technicienne de pharmacie dans un hôpital pendant quelques années, et ses premiers livres (les trois premiers tomes de la saga Vorkosigan) ont été acceptés par Baen books, son éditeur, en 1985.

## Carrière littéraire
Lois McMaster Bujold est célèbre pour sa saga dont le héros est Miles Vorkosigan, un espion interplanétaire et un amiral mercenaire de la planète Barrayar, dans un futur lointain. La saga exploite des genres et sous-genres variés de la science-fiction. Les premiers romans appartiennent à la tradition du space opera et du roman d'apprentissage ; dans les derniers volumes, le héros développe davantage ses talents d'enquêteur et ces fictions se rapprochent du roman policier. La saga se distingue par le soin apporté au développement de la psychologie des personnages et leur caractère complexe.
Lois McMaster Bujold a gagné quatre fois le prix Hugo du meilleur roman, exploit égalé seulement par Robert Heinlein. Elle a également gagné deux fois le prix Nebula du meilleur roman, et sa nouvelle Les Montagnes du deuil a gagné les deux prix dans la catégorie meilleur roman court. Dans la catégorie fantasy, Le Fléau de Chalion a été  récompensé par le prix Mythopoeic et nommé pour le prix World Fantasy du meilleur roman, mais c'est Paladin des âmes qui lui a rapporté son quatrième prix Hugo et son second prix Nebula. Enfin, elle a gagné deux fois le prix Locus du meilleur roman de science-fiction et une fois le prix Locus du meilleur roman de fantasy.
Lois McMaster Bujold réside dans le Minnesota. Elle est divorcée et a deux enfants.

## Œuvres

### Saga Vorkosigan
Dans l'ordre chronologique de la saga :
1. Opération Cay, 1997 ((en) Falling Free, 1988)Environ 200 ans avant la naissance de Miles Vorkosigan ; prix Nebula du meilleur roman 1988 - Paru sous le nouveau titre Chute libre dans le recueil La Saga Vorkosigan : Intégrale - 1
2. Cordelia Vorkosigan, 1994 ((en) Shards of Honor, 1986)Environ 1 an avant la naissance de Miles - Paru sous le nouveau titre L'Honneur de Cordelia dans le recueil La Saga Vorkosigan : Intégrale - 1
3. Barrayar, 1993 ((en) Barrayar, 1991)Prix Hugo du meilleur roman 1992 et prix Locus du meilleur roman de science-fiction 1992
4. L'Apprentissage du guerrier, 1996 ((en) The Warrior's Apprentice, 1986)Paru sous le nouveau titre L'Apprenti guerrier dans le recueil La Saga Vorkosigan : Intégrale - 2
5. Les Montagnes du deuil, 1998 ((en) The Mountains of Mourning, 1989)Nouvelle incluse dans Les Frontières de l'infini ; prix Hugo du meilleur roman court 1990 et prix Nebula du meilleur roman court 1989
6. Miles Vorkosigan, 1992 ((en) The Vor Game, 1990)Prix Hugo du meilleur roman 1991 - Paru sous le nouveau titre La Stratégie Vor dans le recueil La Saga Vorkosigan : Intégrale - 2
7. Cetaganda, 1998 ((en) Cetaganda, 1996)
8. Ethan d'Athos, 1997 ((en) Ethan of Athos, 1986)Miles Vorkosigan est absent de ce roman
9. Le Labyrinthe, 1998 ((en) Labyrinth, 1989)Nouvelle incluse dans Les Frontières de l'infini
10. Les Frontières de l'infini, 1998 ((en) Borders of Infinity, 1989)
11. Un clone encombrant, 1995 ((en) Brother in Arms, 1989)Paru sous le nouveau titre Frères d’armes dans le recueil La Saga Vorkosigan : Intégrale - 3
12. La Danse du miroir, 1995 ((en) Mirror Dance, 1994)Prix Hugo du meilleur roman 1995 et prix Locus du meilleur roman de science-fiction 1995
13. Memory, 1999 ((en) Memory, 1996)
14. Komarr, 2000 ((en) Komarr, 1998)
15. Ekaterin, 2001 ((en) A civil campaign, 1999)
16. Le Poison du mariage, 2014 ((en) Winterfair Gifts, 2002)Nouvelle incluse dans Irresistible Forces puis dans le recueil La Saga Vorkosigan : Intégrale - 5
17. Immunité diplomatique, 2003 ((en) Diplomatic Immunity, 2002)
18. L'Alliance, J'ai lu, collection Nouveaux Millénaires, 2014 ((en) Captain Vorpatril's Alliance, 2012)
19. (en) The Flowers of Vashnoi, 2019Roman court
20. Cryoburn, J'ai lu, collection Nouveaux Millénaires, 2011 ((en) Cryoburn, 2010)
21. La Reine Rouge, J'ai lu, collection Nouveaux Millénaires, 2017 ((en) Gentleman Jole and the Red Queen, 2016)

Contrairement aux habitudes (sauf dans l'univers de Star Wars), les premiers livres ont été écrits et publiés dans un ordre chronologique différent de celui de la saga (la rencontre des parents de Miles dans Cordelia Vorkosigan, puis ses premières aventures avec L'Apprentissage du guerrier et Miles Vorkosigan, puis l'histoire de sa naissance dans Barrayar, pour revenir à d'autres aventures de Miles ensuite).

#### L'intégrale
En 2011, parallèlement à la sortie française de Cryoburn, les éditions J'ai lu ont commencé l'édition dans leur collection Nouveaux Millénaires de recueils nommés La Saga Vorkosigan : Intégrale dans des traductions révisées par Sandy Julien (traducteur de Cryoburn) et Alfred Ramani. Le texte court qui, dans le recueil Les Frontières de l'infini, faisait le lien entre les trois nouvelles, n'a pas été repris dans ces intégrales.
- La Saga Vorkosigan : Intégrale - 1 : les trois premiers volumes de la saga. Le nouveau titre du roman Falling Free est désormais Chute libre et celui du roman Shards of Honor est L'Honneur de Cordelia ; le troisième roman, Barrayar, garde son titre (octobre 2011).
- La Saga Vorkosigan : Intégrale - 2 : les trois œuvres suivantes de la saga. Le nouveau titre du roman The Warrior's Apprentice est L'Apprenti guerrier et celui du roman The Vor Game est La Stratégie Vor ; la nouvelle Les Montagnes du deuil garde son titre (mai 2012).
- La Saga Vorkosigan : Intégrale - 3 : les cinq œuvres suivantes de la saga. Les quatre premières, deux romans puis deux nouvelles, conservent leur titre d'origine : Cetaganda, Ethan d'Athos, Le Labyrinthe et Les Frontières de l'infini. La cinquième, le roman Brother in Arms, a pour nouveau titre Frères d’armes[1] (janvier 2013).
- La Saga Vorkosigan : Intégrale - 4 : les deux romans suivants de la saga.  La Danse du miroir et Memory. (juillet 2013).
- La Saga Vorkosigan : Intégrale - 5 : les quatre œuvres suivantes de la saga, à savoir les deux romans Komarr et Ekaterin, la nouvelle Le Poison du mariage jusque-là inédite en français et le roman Immunité diplomatique (janvier 2014).

### Cycle de Chalion
1. Le Fléau de Chalion, Bragelonne, 2003 ((en) The Curse of Chalion, 2001)
2. Paladin des âmes, Bragelonne, 2004 ((en) Paladin of Soul, 2003)Prix Hugo du meilleur roman 2004, prix Nebula du meilleur roman 2004 et prix Locus du meilleur roman de fantasy 2004
3. La Chasse sacrée, Bragelonne, 2006 ((en) The Hallowed Hunt, 2005)

#### SériePenric et Desdemona
Cette série est composée de romans courts situés dans l'univers du cycle de Chalion.
1. Le Démon de Penric, 2016 ((en) Penric's Demon, 2015)Publié en français dans Chalion - L'Intégrale, recueil composé également des trois premiers romans du cycle et paru aux éditions Bragelonne en 2016
2. (en) Penric and the Shaman, 2016

2,5 (en) Penric's Fox, 2017
2,6 (en) Masquerade in Lodi, 2020
1. (en) Penric's Mission, 2016
2. (en) Mira's Last Dance, 2017
3. (en) The Prisoner of Limnos, 2017
4. (en) Masquerade in Lodi, 2019
5. (en) The Physicians of Vilnoc, 2020
6. (en) The Assassins of Thasalon, 2021
7. (en) Knot of Shadows, 2021
8. (en) Demon Daughter, 2024
9. (en) Penric and the Bandit, 2024

Recueils associés :
- (en) Penric's Progress, 2020Recueil qui contient Penric's Demon, Penric and the Shaman et Penric's Fox
- (en) Penric's Travels, 2020Recueil qui contient Penric's Mission, Mira's Last Dance et The Prisoner of Limnos
- (en) Penric's Labors, 2022Recueil qui contient Masquerade in Lodi, Masquerade in Lodi et The Physicians of Vilnoc

### Le Couteau du partage
1. Ensorcellement, 2008 ((en) Beguilement, 2006)
2. Héritage, 2008 ((en) Legacy, 2007)
3. Passage, 2009 ((en) Passage, 2008)
4. Horizon, 2010 ((en) Horizon, 2009)
5. (en) Knife Children, 2019

### Autres
- L'Esprit de l'anneau profane, 1994 ((en) The Spirit Ring, 1992)
- (en) Dreamweaver's Dilemma, 1996Recueil de nouvelles de jeunesse
  - (en) Barter, 1985
  - (en) The Hole Truth, 1986
  - (en) Garage Sale, 1987
  - (en) Dreamweaver's Dilemma, 1996
  - (en) The Adventure of the Lady on the Enbankment, 1996
- (en) Prologue to diplomatic immunity, 2002Non inclus dans la version finale, disponible sur le site officiel[2]

### Œuvres dérivées

#### Bande dessinée
- La Saga Vorkosigan volume 1 : L'Apprentissage du guerrier, Soleil Cherche Futurs, 2010  (ISBN 978-2-30200-676-8)Écrit avec Dominique Latil (scénario) et José Maria Beroy (dessins et couleurs). Série abandonnée[3].

## Récompenses
- Prix Hugo
  - Meilleur roman court 1990 pour Les Montagnes du deuil[4]
  - Meilleur roman 1991 pour Miles Vorkosigan[5]
  - Meilleur roman 1992 pour Barrayar[6]
  - Meilleur roman 1995 pour La Danse du miroir[7]
  - Meilleur roman 2004 pour Paladin des âmes[8]
  - Meilleure série littéraire 2017 pour Saga Vorkosigan[9]
  - Meilleure série littéraire 2018 pour Cycle de Chalion[10]

- Prix Locus
  - Meilleur roman de science-fiction 1992 pour Barrayar[11]
  - Meilleur roman de science-fiction 1995 pour La Danse du miroir[12]
  - Meilleur roman de fantasy 2004 pour Paladin des âmes[13]

- Prix Nebula
  - Meilleur roman 1988 pour Opération Cay[14]
  - Meilleur roman court 1989 pour Les Montagnes du deuil[15]
  - Meilleur roman 2004 pour Paladin des âmes[16]

- Prix Mythopoeic
  - Meilleure littérature de fantasy pour adulte 2004 pour Le Fléau de Chalion[17]

- Prix Prometheus
  - Temple de la renommée 2014 pour Opération Cay[18]

- Prix des lecteurs d’Analog
  - Meilleur roman court ou nouvelle longue 1990 pour Le Labyrinthe[19]
  - Meilleur roman court ou nouvelle longue 1991 pour Weatherman (les six premiers chapitres de Miles Vorkosigan)[20]